# Reizo Fukuhara
Reizo Fukuhara (2. april 1931 - 27. februar 1970) var en japansk fodboldspiller.

## Japans fodboldlandshold
| Japans landshold | Japans landshold | Japans landshold |
| År               | Kmp              | Mål              |
| ---------------- | ---------------- | ---------------- |
| 1955             | 2                | 0                |
| Total            | 2                | 0                |